# BP180

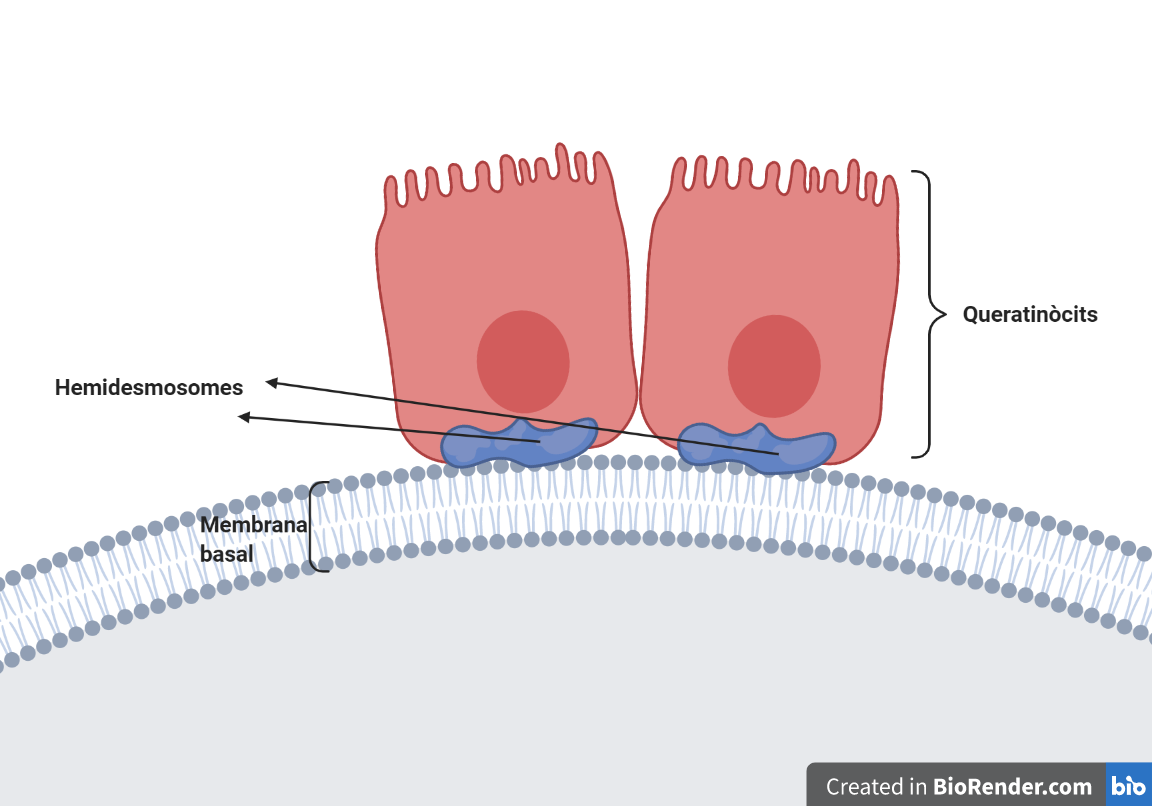
La proteïna BP180 forma part dels hemidesmosomes.

La BP180 és una proteïna transmembrana de tipus II, que forma part del grup de col·làgens (és també coneguda com a col·lagen XVII). La proteïna BP180 és un component dels hemidesmosomes, és a dir, media l'adhesió de queratinòcits epidèrmics i altres cèl·lules epitelials a la membrana basal. Actua com una proteïna d'ancoratge que connecta les proteïnes extracel·lulars i intracel·lulars hemidesmosomals (mitjançant múltiples interaccions proteïna-proteïna).

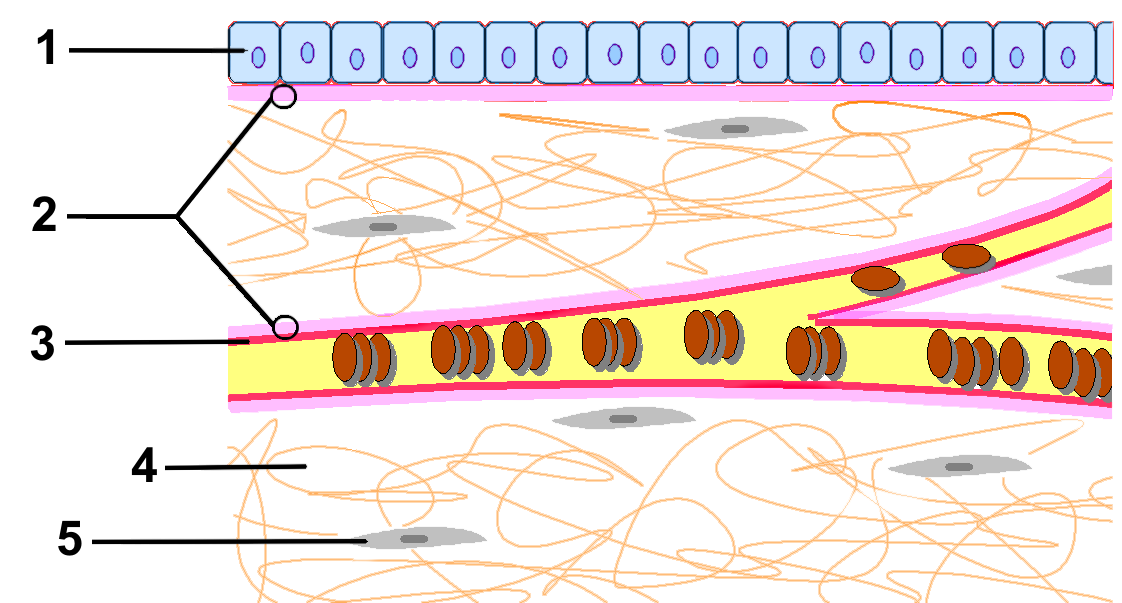
1. Cèl·lules epitelials 2. Membrana basal

També té un paper important en la inflamació epidèrmica, la migració cel·lular i la diferenciació d'estats fisiològics i patològics.
Està codificada pel gen humà COL17A1, que es troba al cromosoma 10q24.3. La mutació del gen i, per tant, alteracions de la proteïna BP180 donen lloc a l'epidermòlisi juntural bullosa (JEB). Altres trastorns cutanis amb ampolles subepidèrmiques s'originen per anticossos dirigits a la proteïna BP180, com la malaltia de penfingoide bullosa, la dermatosi bullosa linar Ig-A, la pemfingoide plana i la pemfingoide gestiationis.
La proteïna BP180 s'expressa en la pell, la mucosa oral, el teixit conjuntiu ocular, la membrana basal epitelial de la còrnia, l'esòfag superior, l'epiteli transitori de la bufeta, i molt abundantment al cervell, principalment a la soma i als axons de les neurones.

## Estructura
La proteïna és homotrimèrica: està formada per 3 cadenes alfa-1, amb un pes de 180kDa cadascuna (d'aquí ve el nom). 

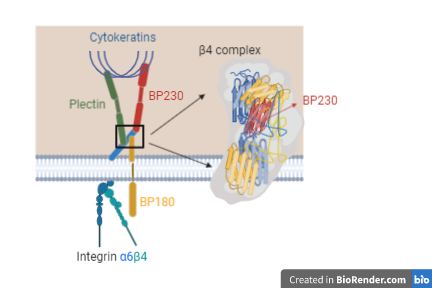
Estructura del complex hemidesmosomal β4

Cada cadena polipeptídica conté 1497 aminoàcids i té tres dominis: un domini intracel·lular globular de col·lagen aminoterminal, de 446 aminoàcid; un estirament curt hidrofòbic transmembrana, de 23 aminoàcids, i un domini extracel·lular de vareta flexible carboxiterminal, de 1008 aminoàcids
El domini intracel·lular es troba a la placa exterior del complex hemidesmosomal. El domini extracel·lular s'estén fins a la lamina densa', una zona electrodensa, i torna enrere cap a la lamina lúcida', una zona lliure d'electrons.
La proteïna BP180, juntament amb la integrina α6β4, CD151, la plectina i BP230, forma part de hemidesmosomes de tipus I. El domini intracel·lular (ICD) de la BP180 conté llocs d'unió (binding sites) per a la plectina, la integrina β4 (en l'aminoàcid 230 i en el tram 231-401), i la proteïna BP230. En absència de la integrina β4, el complex hemidesmosomal no es pot formar. La unió de BP230 i la plectina també són necessàries per la conformació funcional del complex.
Les fibres de col·lagen de BP180 estan disposades paral·lelament a les integrines α6β4. Aquestes dues proteïnes poden així reforçar l'ancoratge de la làmina basal.

## Funció
La proteïna BP180 pertany al  grup de les proteïnes transmembrana de l'hemidesmosoma amb un domini citoplasmàtic i un altre extracel·lular, la funció és interaccionar amb altres molècules de la membrana basal de la cèl·lula. Aquesta proteïna s'uneix més tard al complex proteic principal de l'hemidesmosoma format per la α6β4 i la plectina, per reforçar la unió. La part extracel·lular s'uneix a les laminines i la part citoplasmàtica s'uneix a la α6β4, a la plectina i  a la BPAG1e.
La regió N-terminal és essencial per a la polarització de la molècula en la membrana basal. D'altra banda, els aminoàcids immediatament anteriors a la regió transmembrana tenen un paper essencial en la interacció amb les altres proteïnes de l'hemidesmosoma. Posseeix dominis específics per interaccionar directament amb la α6β4, aquests dominis són antigènics.
Aquest aminoàcid no està  habitualment en la membrana basal de les cèl·lules epitelials, ja que es tracta d'un suport extra per l'estructura principal de l'hemidesmosoma. Aquesta proteïna es troba en teixits exposats a grans forces mecàniques, reforçant unions dermis-epidermis. També es troba a les unions de l'epiteli de la còrnia.
Pot interaccionar amb altres proteïnes com la queratina 18, l'actinina α1, CTNND1 i la ITGB4.

## Descobriment
La microscòpia electrònica immune va permetre localitzar els antígens específics BP de l'hemidesmosoma de l'epidermis, distribuïts tant a la cara intracel·lular com a la extracel·lular de la cèl·lula. La immunoprecipitació amb sèrums de BP d'extractes de queratinòcits cultivats va identificar una proteïna de ∼230 kDa (que actualment coneixem com a antigen BP230). A partir de l'eximanció de cDNA, es va poder determinar quins nucleòtids seqüencien aquesta proteïna, fet que va portar al descobriment que el BP230 forma el primer membre hemidesmosomal d'una família de proteïnes d'adhesió de les interseccions entre les cèl·lules, conegudes com a plakins. Aquest grup proteic està involucrat en l'organització dels filaments intermedis.
A partir d'immunotransferències i immunoprecipitacions es va veure que els anticossos circulants de pacients amb BP també reaccionaven amb una segona proteïna de l'epidermis d'aproximadament 180 kDa, que actualment coneixem com a BP180. Aquesta proteïna va resultar ser diferent en comparació amb la proteïna trobada anteriorment, la BP230, en termes de seqüència, d'epítops o determinants antigènics i de la localització transmembrana dins els hemidesmosomes. Es va veure, també, que la proteïna BP180 té una orientació de tipus II (l'extrem amino terminal es troba dins la cèl·lula mentre que l'extrem carboxi terminal es troba a l'exterior de la cèl·lula) i consisteix d'una llarga regió C terminal extracel·lular amb 15 dominis col·laginosos, intercalats amb 16 dominis no col·laginosos.

## Patologies
Mutacions en el gen que codifica la proteïna BP180, COL17A1, comporten alteracions en l'estructura de la proteïna i en la seva funció. Les conseqüències funcionals inclouen una disminució de l'adherència de l'epidermis i, com a conseqüència, l'aparició d'ampolles a la pell. Aquesta malaltia es coneix com a Epidermolysis bullosa. L'antigen BP180 també té un paper molt important com a autoantigen per a la malaltia Pemphingoide bullosa; la majoria dels epítops immunodominants es troben al domini NC16A, i la unió dels autoanticossos pertorba les funcions adhesives de la proteïna, fet que causa una separació de la unió epidèrmica-dèrmica i l'aparició d'ampolles a la pell.
L'expressió del gen COL17A1 apareix de forma anormal a diversos càncers. Per exemple, s'ha trobat una anomalia de l'expressió d'aquest gen a cinc tipus de càncer, inclòs el càncer de mama, el càncer de coll d'úter, el càncer de cap i coll i dos tipus de càncer de pulmó. En el càncer de coll d'úter es va trobar que l'anomalia consistia en una disminució de l'expressió gènica, mentre que als altres quatre tipus, l'anomalia consisteix en un augment de l'expressió de la proteïna.